# Heining-lès-Bouzonville

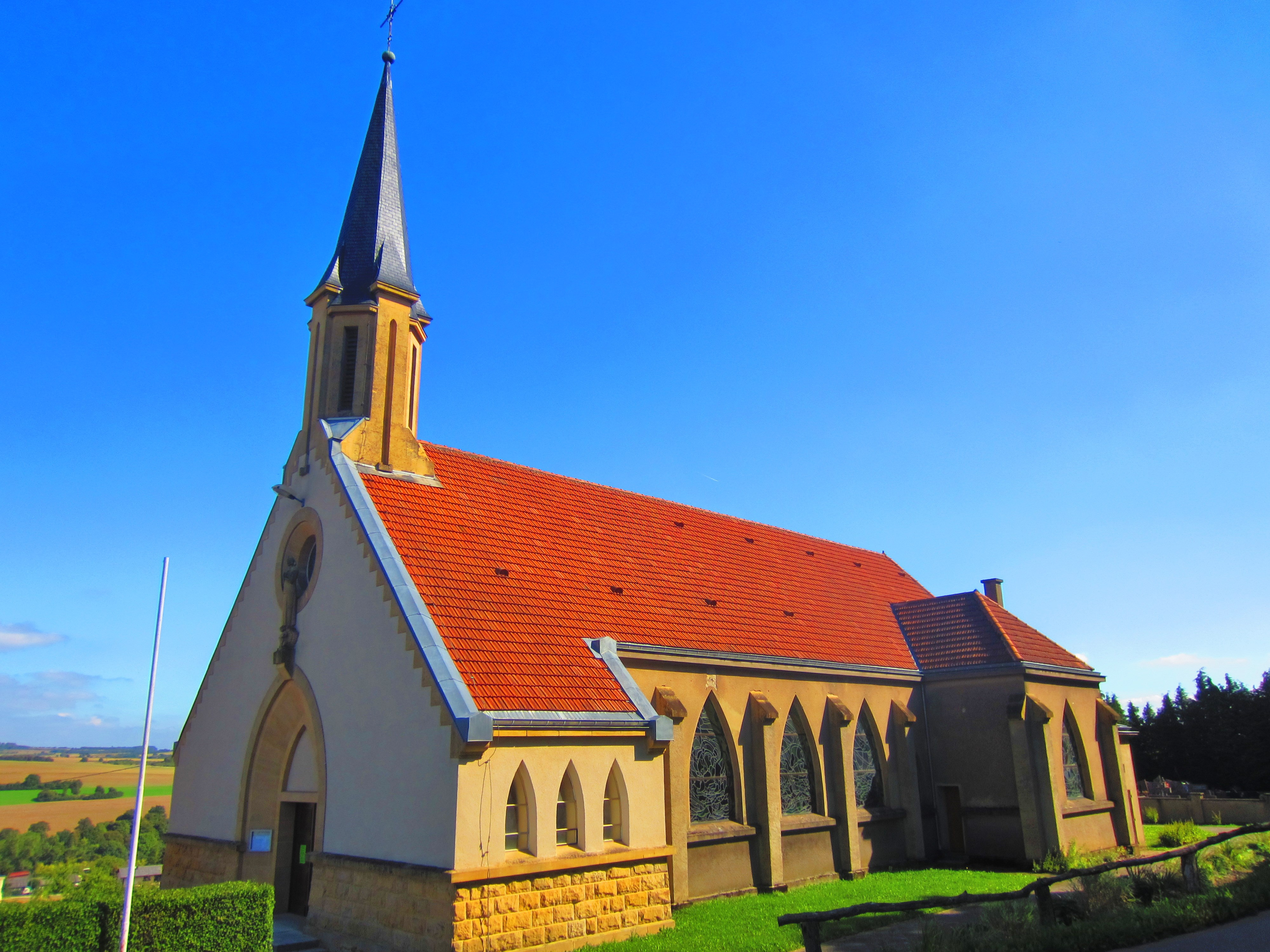
Kirche der Heiligen Jeanne d’Arc im Ortsteil Leiding

Heining-lès-Bouzonville (deutsch Heiningen bei Busendorf) ist eine französische Gemeinde mit 485 Einwohnern (Stand 1. Januar 2022) im Département Moselle in der Region Grand Est (bis 2015 Lothringen).

## Geographie
Die Gemeinde Heining liegt in Lothringen unmittelbar an der deutsch-französischen Grenze, etwa vierzig Kilometer nordöstlich von Metz, zwanzig Kilometer nordnordöstlich von Boulay-Moselle (Bolchen) und 4½ Kilometer nordöstlich von Bouzonville (Busendorf). Die deutsche Nachbargemeinde ist Wallerfangen mit den Ortsteilen Leidingen und Ihn.
Zu Heining-lès-Bouzonville gehören die Ortsteile Schreckling, an einem Bach, und Leiding (vom deutschen Leidingen nur durch eine Straße getrennt).

## Geschichte
Weitere Schreibweisen lauteten: Hunninga (10. Jahrhundert), Hunningen (1220), Hueningen (15. Jahrhundert), Huningen (1594), Hining (18. Jahrhundert), Heining ou Henning (1756), Heining (1793). Die Ortschaft war früher lothringisch und lag auf dem Territorium des Heiligen Römischen Reichs.
Heining gehörte nach dem Zweiten Pariser Frieden 1815 bis zu der Grenzkonvention zwischen Preußen und Frankreich 1829 zu Preußen. Die Weiler Leiding mit sechs Häusern und Schreckling wurden 1829 beide an Frankreich abgetreten.
Durch den Frankfurter Frieden vom 10. Mai 1871 kam das Gebiet an das deutsche Reichsland Elsaß-Lothringen, und das Dorf wurde dem Kreis Bolchen im Bezirk Lothringen zugeordnet. Die Dorfbewohner betrieben Getreidebau und Viehzucht.
Nach dem Ersten Weltkrieg musste die Region aufgrund der Bestimmungen des Versailler Vertrags 1919 an Frankreich abgetreten werden. Im Zweiten Weltkrieg war die Region von der deutschen Wehrmacht besetzt.

### Bevölkerungsentwicklung
| Jahr      | 1962 | 1968 | 1975 | 1982 | 1990 | 1999 | 2007 | 2019 |
| Einwohner | 261  | 263  | 311  | 453  | 522  | 496  | 476  | 483  |

## Wappen
Schwert, Krone und Lilien im Wappen sind die Insignien von Jeanne d’Arc, Patronin der Gemeinde. Anstelle der zwei Lilien symbolisieren zwei Löwen der Kastellanei von Berus die ehemalige Zugehörigkeit von Heining(en).

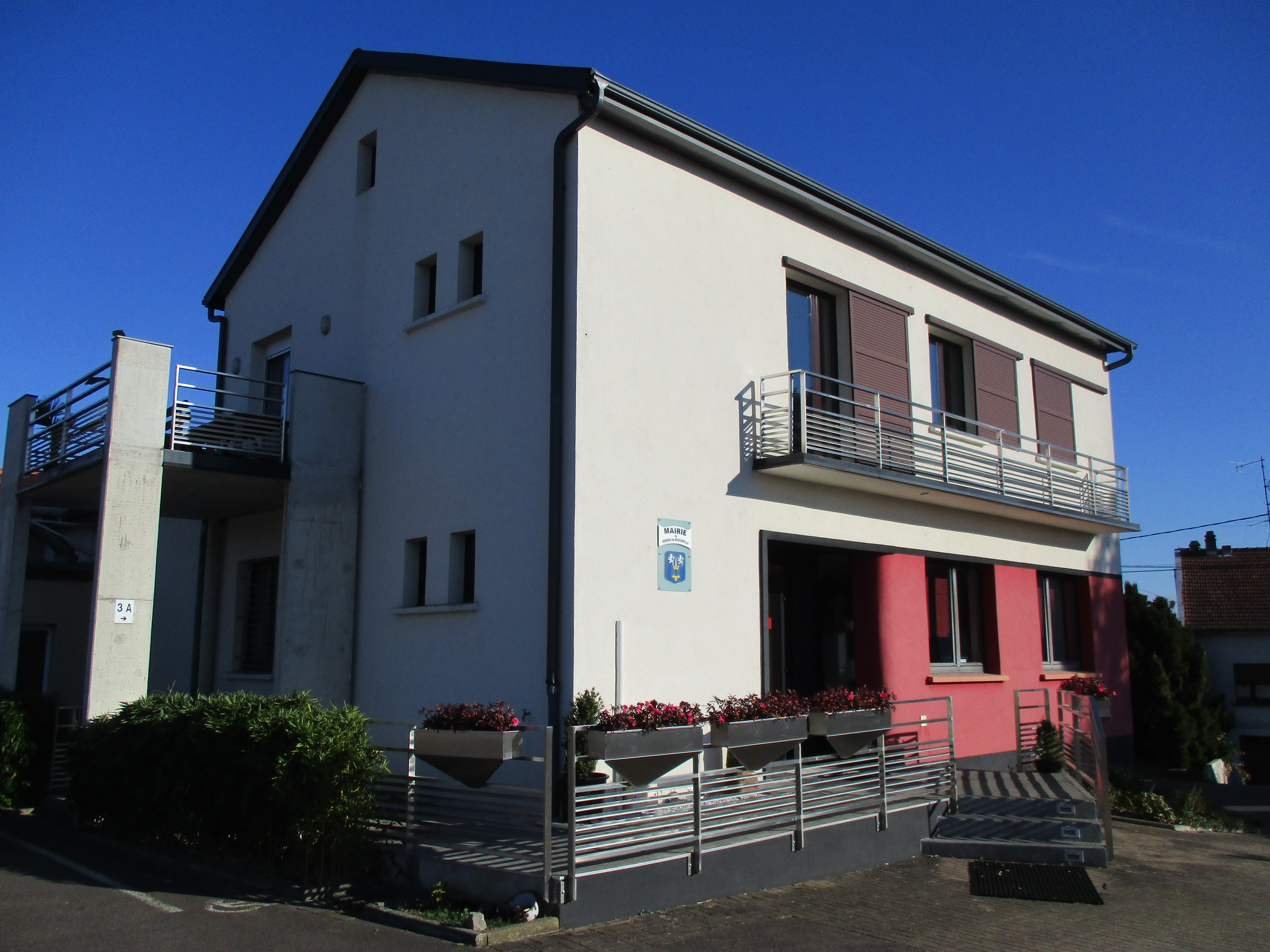
Rathaus
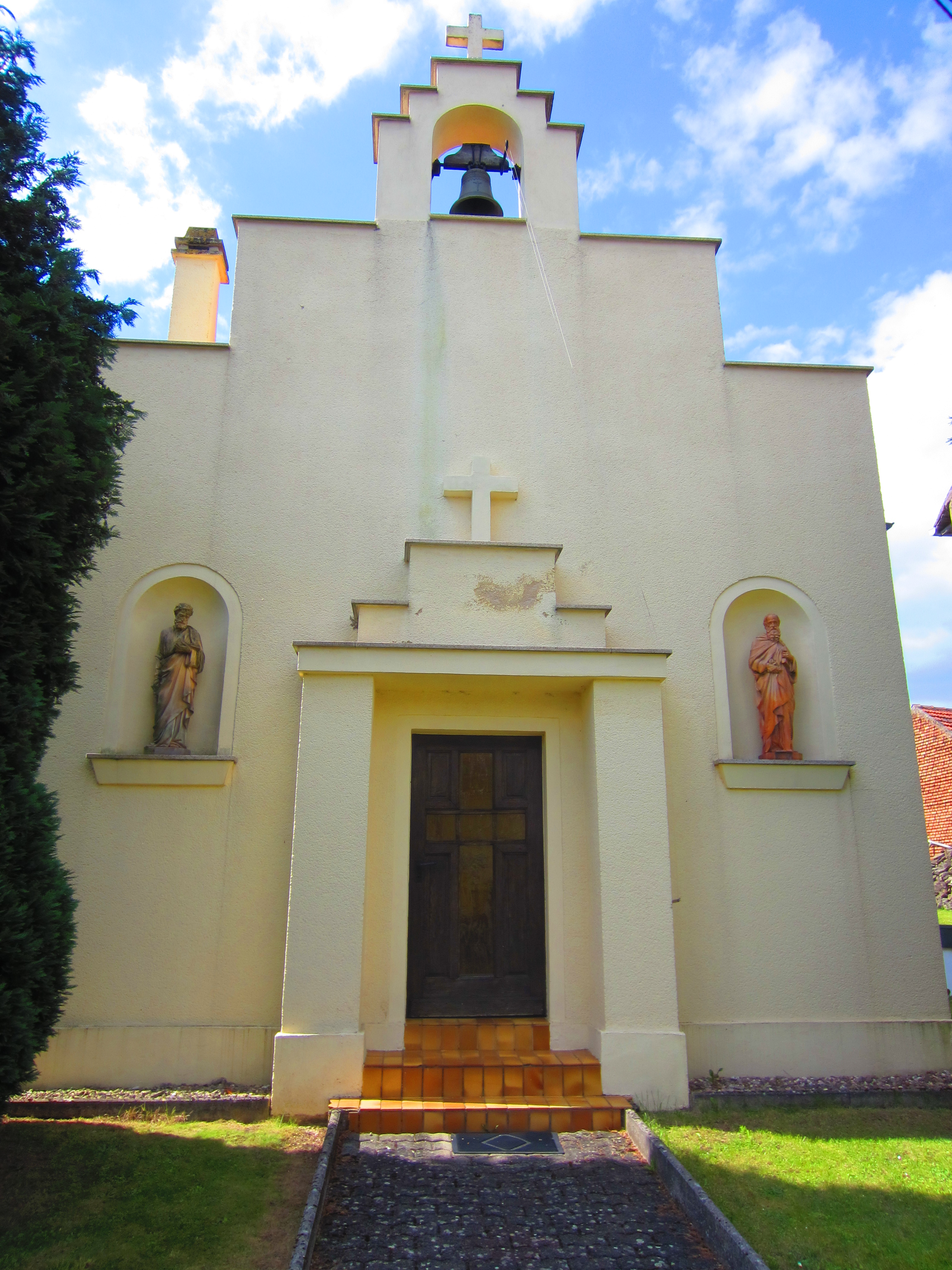
Kapelle in Heining
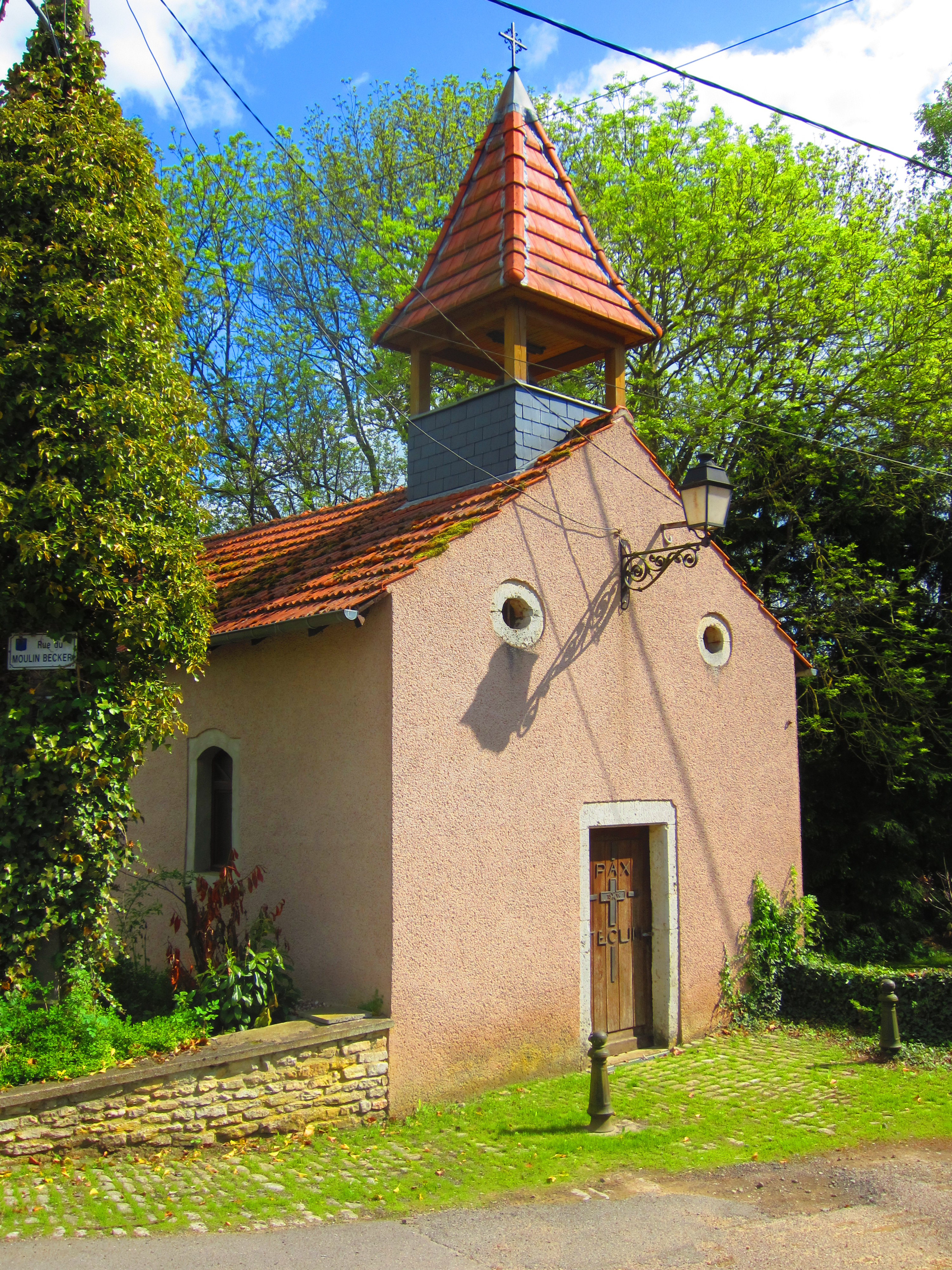
Kapelle St. Vincent im Ortsteil Schreckling
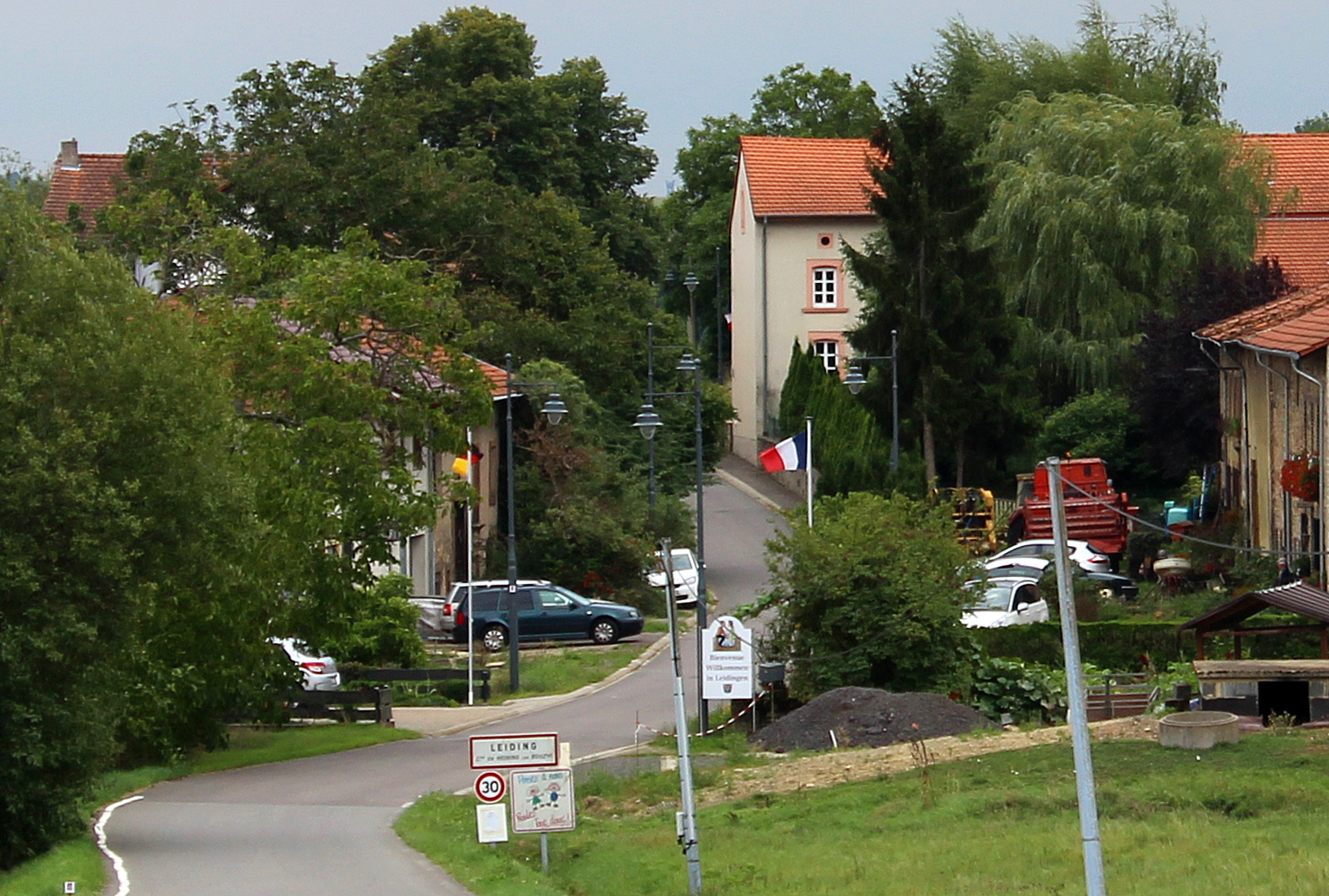
Neutrale Straße Leidingen